# Dub (powiat zamojski)
Dub – wieś w Polsce położona w województwie lubelskim, w powiecie zamojskim, w gminie Komarów-Osada.
| SIMC    | Nazwa       | Rodzaj    |
| ------- | ----------- | --------- |
| 0890608 | Dub-Kolonia | część wsi |
| 0890614 | Podniwki    | część wsi |

W latach 1975–1998 miejscowość administracyjnie należała do województwa zamojskiego.
Wieś jest sołectwem w gminie Komarów-Osada. Według Narodowego Spisu Powszechnego z roku 2011 wieś liczyła 346 mieszkańców.
Wieś jest siedzibą rzymskokatolickiej parafii Niepokalanego Poczęcia Najświętszej Maryi Panny w Dubie.

## Położenie geograficzne, klimat
W pobliżu Duba przepływa rzeczka Sieniocha – dopływ Huczwy, do której uchodzi wiele drobnych cieków wodnych na pograniczu trzech krain geograficznych: Grzędy Sokalskiej, Kotliny Hrubieszowskiej i Padołu Zamojskiego.
Klimat można określić jako umiarkowany ciepły przejściowy z cechami kontynentalnego. Lata są dość gorące, a zimy mroźne. Opady wynoszą ok. 600 mm rocznie. W miejscowości leży najniższej położony teren w gminie i osiąga poziom 198,6 m n.p.m. Znajduje się tutaj niewielki kompleks leśny wraz z pięknymi, lecz zaniedbanymi stawami rybackimi, które kiedyś stanowiły kiedyś własność PGR. Po upadku PGR-u dostały się w prywatne ręce i zostały zdewastowane.

## Historia
Kościół katolicki i parafię erygował w roku 1544 Dubieński, dziedzic Dub. Przez blisko 70 lat był ten kościół zborem kalwińskim. W roku 1628 Aleksander Myszkowski dziedzic Dub wznowił erekcję i oddał kościół franciszkanom zamojskim, którzy w 1636 roku zrzekli się tego beneficium.
W 1629 r. istniała tu drewniana cerkiew unicka. W 1691 roku cerkiew wystawił Adam Kazimierz z Mirowa Myszkowski, starosta tyszowiecki. Cerkiew filię miała we wsi Zubowice.
Spis powszechny z 1921 roku wykazał 100 domów zamieszkałych przez 575 mieszkańcach, w tej liczbie 19 Żydów i 112 Ukraińców. W okresie spisu (jak i przez cały okres międzywojenny) wieś przynależała do gminy Kotlice powiatu tomaszowskiego.

## Parafia
Pierwszy tutejszy drewniany kościół powstał przed rokiem 1543 (natomiast parafia funkcjonuje od 1544) z fundacji dziedzica Dobrogosta Drohiczańskiego, od 1560 mieścił się tu zbór kalwiński. Na jego miejscu około 1626 pobudowano nowy kościół, wystawiony przez Myszkowskich, w 1648 spalony przez Kozaków. Trzeci, także drewniany, kościół wybudowano w latach 1667–1670, natomiast czwarty, obecny, zbudowano przed 1778, także jako drewniany. Przy nim, współczesna mu, drewniana dzwonnica.

## Zabytki
- zespół kościoła parafialnego, 2 połowa XVIII – XIX, nr rej.: A /657 z 9.12.1972:
  - kościół pw. Niepokalanego Poczęcia NMP, drewniany
  - dzwonnica, drewniana
  - cmentarz kościelny
  - ogrodzenie z bramką
- cmentarz rzymskokatolicki z 1 połowy XIX, nr rej.: A/143 5 z 11.03.1986
  - kaplica grobowa rodziny Rulikowskich, nr rejestracyjny jak wyżej[12]

Inne zabytki to kapliczka z II połowy XVIII w. przy drodze do Niewirkowa oraz resztki parku i czworaki dworskie, pozostałość po zniszczonym dworze szlacheckim.